# Maurice Mayence
Maurice Jean-Baptiste Lambert Mayence né le 21 septembre 1898 et décédé le 10 mars 1987 fut un homme politique belge catholique.
Ingénieur de profession, il fut élu sénateur de Charleroi-Thuin en 1946 avant de démissionner moins d'un mois après.

## Sources
- Bio sur ODIS